# 933. grenadirski polk (Wehrmacht)
933. grenadirski polk (izvirno nemško 933. Grenadier-Regiment; kratica 933. GR) je bil pehotni polk Heera v času druge svetovne vojne.

## Zgodovina
Polk je bil ustanovljen 15. septembra 1943 za potrebe 244. pehotne divizije. Uničen je bil avgusta 1944 v južni Franciji.